# ألثيبياديس جونثالث دل بايي
ألثيبياديس جونثالث ديل بايي (بالإسبانية: Alcibiades González Delvalle)‏ كاتب مسرحي وصحفي وروائي باراجواني وُلد في جران أسونثيون عام 1936. حصل على الجائزة الوطنية في الآداب عام 2013، أعلى وسام يمُكن أن يحصل عليه أي كاتب عن روايته الرياح السوداء.

## رحلته مع الديكتاتورية
بدأ عمله الصحفي عام 1950، وكان من الذين انتقدوا النظام الديكتاتوري والفوضوي في باراجواي الذي استمر عشرين سنة، قامت خلالها 23 ثورة وتغيرت ثماني حكومات في سبع سنوات،. وفي ذلك الوقت، لم يجرؤ أي أحد على معادة ذلك، إلا أن فعله جونثالث دل بايي. وقال عنه سفير باراجواي بالقاهرة أنه «يُمثل حرية الرأي والتعبير». وقد تم سجنه عدة سنوات بسبب إحدي مسرحياته.
يرى جونثالث دل بايي أنه لم يتمكن هو أوغيره من الصحفيين على كتابة حرف واحد عن تلك الأحداث الديكتاتورية، وكان لازمًا عليهم الانتظار إلى عام 1989، حين سقطت الديكتاتورية. فبدأوأ في تدوين هذه الحقائق، وتكون العين حينها هي الشاهد على الأحداث، جنبًا إلى جنب مع وعي القارئ الذي يُصبح شريكًا في عملية السرد.

## أعماله
تشتمل أعماله على مرحلتين، يأتي من أشهر أعمال المرحلة الأولى، الملاحقون جنائيًا من السبعينات، وأليسا وسان فرناندو، وهي ثلاثية مُستوحاة من فصول الحرب في باراجواي. فيما تتضمن الثانية أعمال هناك وقت للبكاء والمسرحيات الموسيقية.

### الرياح السوداء
تتناول رواية الرياح السوداء فترة الحكم الدكتاتوري في دولة باراجواي وكيفية تعرض مواطني البلد من الفلاحين إلى التعذيب والظلم والقتل بداية من عام 1976. كما ترصد عجز الصحفيين عن كشف الأوضاع التي كانت تجري على أرض الواقع في حينها. وقد حازت هذه الرواية على جائزة دولة باراجواي ليديا جونز عام 2012، وقامت الأستاذة والمترجمة عبير عبد الحافظ بترجمتها إلى العربية، وتُعد بذلك أول أعمال الكاتب المُترجمة إلى العربية.
تمثل الرواية الموت والفزع والحزن الذي شهدته بلاده خلال عهد الديكتاتورية، وأن أبطال العمل حقيقيون من لحم ودم، وكان الكاتب قريبا منهم ولمس معاناتهم ، وكان يُعد تحقيقا صحفيا عما حدث معهم، ولكنه خشى عليهم من بطش النظام، فتحولت القصص الصحفية لتأخذ الشكل الروائي، فبينما تُنسى القصص الصحفية ويطويها النسيان، يظل الأدب مخلدُا.